# Komfort

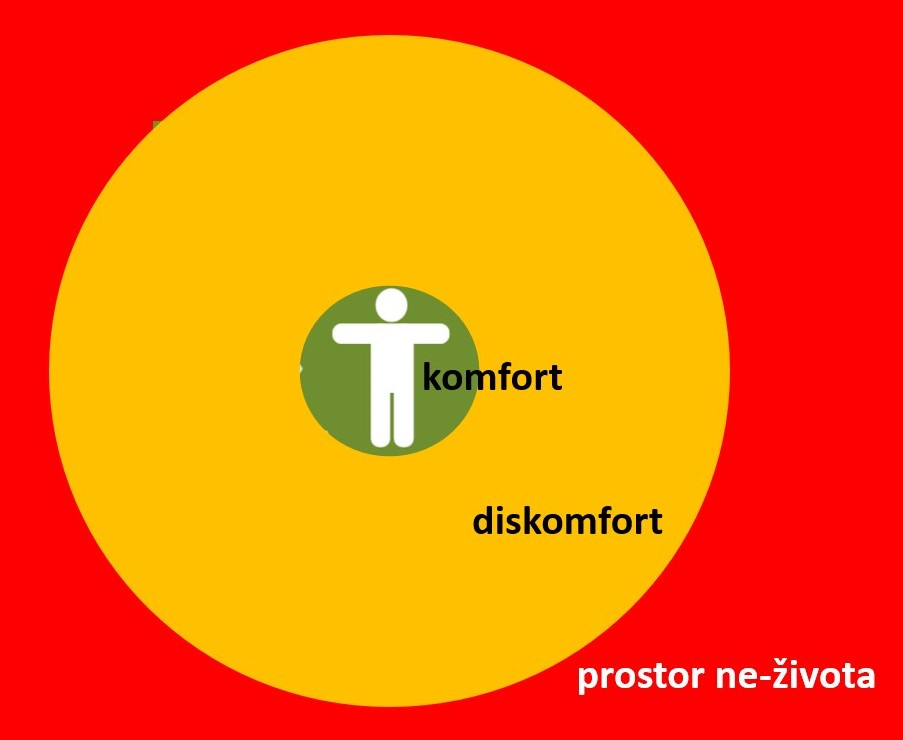
Komfortní zóna, zóna diskomfortu a zóna neumožňující život

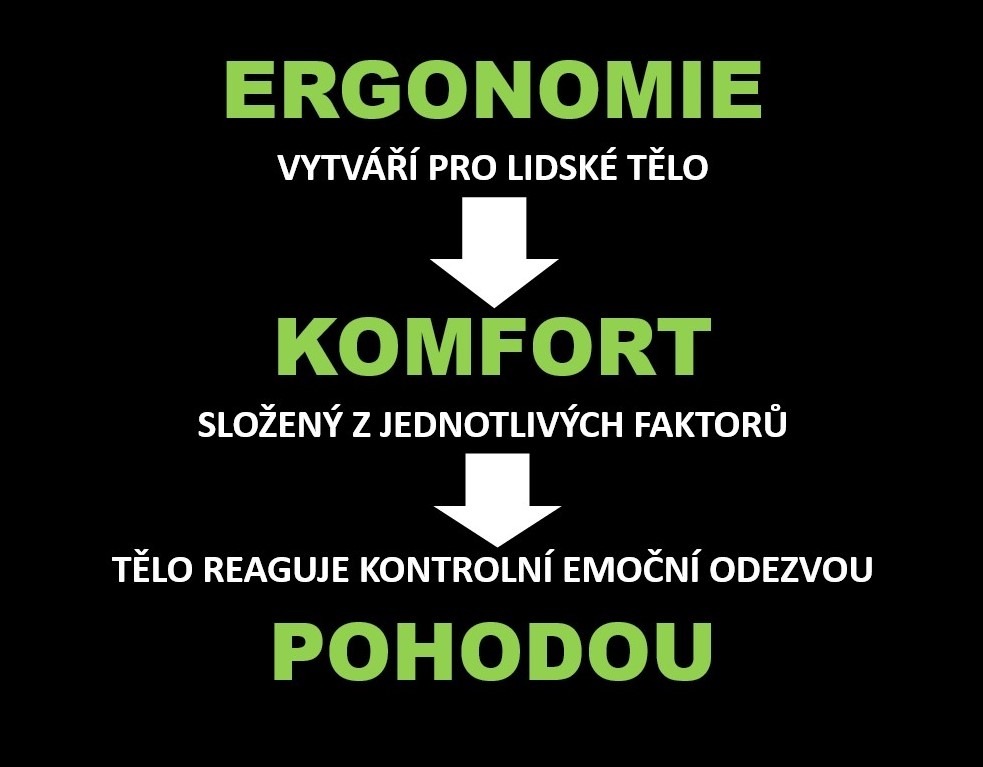
Vizualizace vztahu fyzického, psychického a organizačního komfortu a z něj vyplývající pohody

Komfort je obecný termín vztahující se k vazbě lidského organismu a prostředí včetně detailů. Bývá používán pro popis situace, kdy má organismus k dispozici dobré podmínky pro aktuální nebo dlouhodobou existenci. Opakem komfortu je diskomfort, kdy organismus je nucen fungovat v nedobrých podmínkách.
Odborně je problematika komfortu součástí vědy o interakci lidského organismu a prostředí – ergonomie, která zkoumá podmínky fyzické, psychické i organizační. Ergonomie hledá pro řadu faktorů charakterizujících kvality prostředí optimální komfortní zóny. 
Kontrolním mechanismem pro komfort je emočně vázaný pocit pohody. Ten nastává, když jsou potřeby lidského organismu uspokojeny.
Odborníci zkoumají komfort zejména v základních rovinách potřeb organismu – klimatu a mikroklimatu, oděvu, stravě, pracovním procesu ad.

Odborníci rozlišují komfort skutečný daný vědeckými analýzami a komfort povrchní, daný subjektivními přáními, komerčním marketinkem apod. Komfort povrchní se může se skutečným částečně překrývat, ale obsahuje často faktory, které nejsou pro organismus přínosné, nebo jsou i škodlivé.

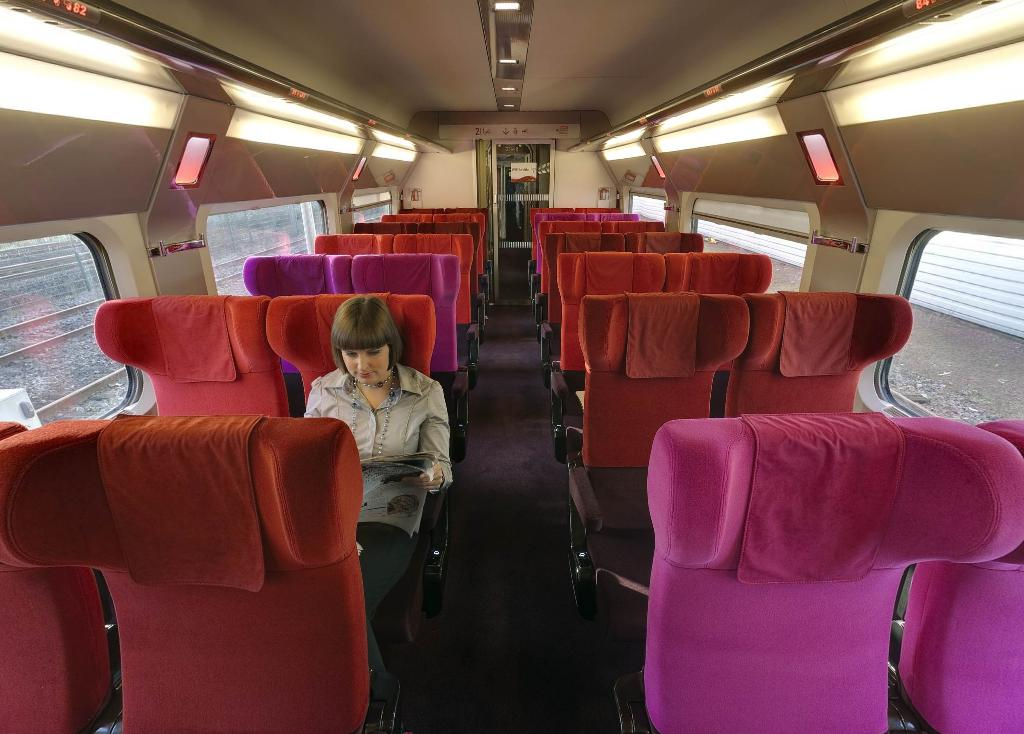
Vyšší komfort v dopravě může obsahovat prvky zdravé i nezdravé

V hovorovém pojetí je komfort subjektivně vnímaná pohoda, pohodlí spojené s určitým dostatkem. Lidé jsou zvyklí tak označovat velký dostatek až nadbytek, mnohdy spojený s luxusem a plýtváním.  

## Komerční třídění komfortu
V komerční sféře je komfort tříděn na několik stupňů a k nim je pak přiřazeno finanční ocenění. Nejčastější je třídění na tři stupně, které pak jsou označeny číslicemi I. - III. (např. v dopravě) nebo na pět stupňů, které jsou označeny hvězdičkami (např. ubytování, nebo komfort autokarů). Seriózní podniky kvality tříd přesně deklarují, jak je to požadováno spotřebitelskými organizacemi nebo státními předpisy. Neseriózní podniky nic nedeklarují, předhánějí se v mlžení prostřednictvím marketinku, s čím souvisí i označování tříd často nestandardními slovními názvy (např. economy, bussines ap.).